# Papowo Biskupie (gemeente)
De gemeente Papowo Biskupie is een landgemeente in het Poolse woiwodschap Koejavië-Pommeren, in powiat Chełmiński.
De zetel van de gemeente is in Papowo Biskupie.
Op 30 juni 2004 telde de gemeente 4315 inwoners.

## Oppervlakte gegevens
In 2002 bedroeg de totale oppervlakte van gemeente Papowo Biskupie 70,44 km², waarvan:
- agrarisch gebied: 91%
- bossen: 1%

De gemeente beslaat 13,35% van de totale oppervlakte van de powiat.

## Demografie
Stand op 30 juni 2004:
| Omschrijving                   | Totaal | Totaal | Vrouwen | Vrouwen | Mannen | Mannen |
| ------------------------------ | ------ | ------ | ------- | ------- | ------ | ------ |
| eenheid                        | aantal | %      | aantal  | %       | aantal | %      |
| inwoners                       | 4315   | 100    | 2158    | 50      | 2157   | 50     |
| bevolkingsdichtheid (inw./km²) | 61,3   | 61,3   | 30,6    | 30,6    | 30,6   | 30,6   |

In 2002 bedroeg het gemiddelde inkomen per inwoner 1521,25 zł.

## Dorpen
- Dubielno
- Falęcin
- Firlus
- Folgowo
- Jeleniec
- Kucborek
- Niemczyk
- Nowy Dwór Królewski
- Papowo Biskupie
- Staw
- Storlus
- Wrocławki
- Żygląd
- Zegartowice

## Aangrenzende gemeenten
Chełmża, Kijewo Królewskie, Lisewo, Stolno